# Устрій Інкської імперії

Прапор Тауантінсую

Устрій Інкської імперії — адміністративно-політична організація держави інків Тауантінсую. Була централізованою державою на чолі із абсолютним монархом (Сапа Інкою), який водночас асоціювався з сином бога-Сонця, тобто імперія була фактично теократичною державою.

## Площа та населення
Держава було розташоване в західній частині Південної Америки. Воно займало площу близько 1 м², розтягнувшись з півночі на південь більш ніж на п'ять тисяч кілометрів. В часи розквіту мало 15-16 млн мешканців.

## Столиця
Куско був місцеперебуванням більшості членів еліти Тауантінсую — правлячого роду, що складався майже виключно з членів династії, айлью правлячого Інки і з нащадків раніше померлого Інки, з представників імператорських ліній, що звалася «капак айлью».

## Влада
Головою держави, абсолютним монархом був син Сонця — імператор Сапа Інка. Він контролював усі напрямки політичного, соціального, економічного, релігійного життя. Мав монополію на усе майно та багатство імперії.
З родини правлячого Інки завжди призначався Верховний жрець — Уільяк Уму. Його резиденція знаходилася посередині комплексу Храму Сонця в Куско. Сан Верховного жерця був довічним. Основним обов'язком Уільяк Уму було стежити за точним і правильним дотриманням сонячного культу. У його завдання входило також виконання безлічі різних доручень, що безпосередньо стосувалися імператора та його родини. Саме Верховний жрець коронував нового правителя імперії. Крім Уільяк Уму, було ще 10 «атун уільяк» на кшталт «єпископів», які справляли релігійне життя окремих, дуже обширних «єпископатів» Тауантінсую. Усі ці «єпископи» інків мали відбуватися з одного інкського роду, що носив назву Тарпунтай.
До складу верхівки духовенства імперії входили також духовні наставники окремих провінцій імперії, тобто головні жерці, настоятелі місцевих храмів Сонця. На честь священного Інті подібні храми обов'язково повинні були зводитися в кожній з провінцій, а також на захоплених інками територіях. Усе вище духівництво імперії жило на доходи від «сонячної третини» землі імперії і мали безліч спеціальних привілеїв.
Більшість чиновників належали до місцевої або вищої знаті, лише в окремих випадках простолюдини завдяки особистій хоробрості у військових походах могли досягти більш вищих щабель в імперії.
В імперії діяв відповідний контрольний апарат, що було організовано за десятирічною системою. Над 10 платниками податків-міти (пурехами), стежив «чунчакамайок», над 50 — «пічкамайок». Над цими місцевими начальниками стояли кураки — представники нижчого знаті, посади і привілеї яких не були спадковими. З числа цих курак походили «пачакамайоки», що спостерігали за 100 платників податків, потім «пічкапачакакамайок», що стежив за 500 пурех, слідом «уаранкамайоки», що стежили за 1000 платників податків, «пічкауаранкакамайок», що контролювали 5 тис. пурех, «унукамайоки», що наглядали за 10 тис. платників податків. Діяльністю унукамайоків керував «тукуй рікок» («той, хто бачить все»), тобто начальник провінції (уамані), якому підпорядковувались зазвичай 40 тис. пурех.
Чотири «чверті імперії» (сую) Тауантін-суйу керувалися «губернаторами», які переважно були прямими родичами правлячого Інки. Їх називали «Апо» або «Суйуйок Арукуна». Разом з кількома іншими сановниками вони складали Державну раду країни, який міг висловлювати Інке свої пропозиції та ідеї. Остаточні рішення, однак, приймав виключно сам Інка. До цієї ради входило 20 вищих чиновників, зокрема інкап рантин рімарік (на кшталт заступника імператора); особистий секретар, старший кіпукамайок, що відповідав за державний облік; тукуйрікок — «всевидюче око» — головний контролер і виконавець законів Куско; начальник доріг — капак н'ян уаманін; начальник мостів — акос інка.

## Адміністративний устрій
Інки дещо змінили і впорядкували підпорядкованість провінційних вождів, ввівши управління на основі десяткової адміністративно-ієрархічної системи. Основною, первинною ланкою суспільства імперії була айлью. До складу кожної громади входило кілька родин. Два найнижчих ступеня (керівники 5 і 10 домогосподарств) були спадковими, і їх займали з числа пурехів. Наступними ланками були 50 («піка») сотня («пачака»), тисяча («уаранга») і десять тисяч («хуну»).
Всі айлью району об'єднувалися у дві «половини», так звані «сайя» (відповідали за кількістю хуну, тобто 10 тис. родин), які складали провінцію («уамані») держави інків. Кілька долин або провінцій (до 20) входили до однією з чотирьох основних частин держави — в одну з чотирьох «чвертей імперії» або «сторін світу» (сую) — Кольасую, Кунтісую, Чинчайсую, Антісую. Найбільшими були Кольасую та Чінчасую. Окремою адміністративною частиною були корінні землі держави Куско разом із столицею імперії — «пупом світу».
Інки засновували провінції та чверті імперії здебільшого на традиційних територіях споконвічних маленьких держав. Кожна уамані у воєнний час спрямовувала до армії мобілізовану «дивізію». У міру того як інки завойовували все більш віддалені землі, межі сую продовжувалися, але зберігали одного разу заданий напрямок.

## Правова система
Головним джерелом права та суддею був імператор Сапа Інка. Право інків брало свої витоки з неписьмового права, що спиралося на звички та традиції. До тепер дійшли лише окремі закони часів імператорів Інків. Разом з цими законами продовжувало зберігатися неписьмове право. Основними галузями було кримінальне та цивільне право. Сапа Інка оголошував війну, посилав військо імперії в завойовницькі походи і укладав мир з противником.
Питання винуватості чи ні вирішував суддя. Проте в інків не було посади судді в сучасному розумінні. У випадку, якщо правопорушення не мало занадто шкідливого для держави характеру, тобто не виходили за рамки того чи іншого селища, в ролі суддів виступали камайокі і місцеві кураки. Більш серйозні кримінальні злочини перебували у віданні «державних інспекторів», що регулярно відвідували усі села держави. Злочини проти безпеки держави, і особливо злочини, вчинені представниками еліти, перебували в компетенції самого Сапа Інки. Він вершив суд за участю кількох інших членів «кримінального сенату». Цей вищий суд засідав у столиці — Куско. Судочинство повинно було здійснюватися протягом 5 діб.

## Соціальна система

### Знать
Імператори майже завжди поєднувалися шлюбом з рідними сестрами і оскільки представники еліти імперії прагнули до того, щоб кількість членів капак айлью росло якомога повільніше, до розряду обраних належало мало людей. На момент прибуття іспанців конкістадорів в усій країні було 567 чоловіків і жінок, які зводили своє походження безпосередньо до одного з інків-володарів. До знаті також належало вище духовенство імперії.
Зовнішнім знаком приналежності до капак айлью, вищої касти аристократії інків були штучно витягнуті в довжину мочки вух. Для цього у вушну раковину вкладали палички або диски. Саме тому мешканці імперії називали цих знатних людей «хатунрінкрійоки» — «великі вуха», або ж «великовухі», іспанці називали їх Orejones. Вони привласнювали собі більшу частину продукції, виробленої населенням імперії.
Вища провінційна знать імперії регулярно брала участь у політичних інтригах, особливо питань, що стосувалися спадковості трону. При цьому не виявляла ознак сепаратизму, не ставлячи під сумів імперську ідею. Синів курака посилали як почесних заручників до Куско, так що до часу Уайна Капак багато представників провінційної знаті встигли підлітками пожити в столиці, засвоїти там кусканський діалект мови кечуа, звичаї та світогляд інків. Курака були зобов'язані і згодом регулярно відвідувати столицю. Якщо курака мав кількох спадкоємців, перевага віддавалася тому, хто пройшла курс навчання в Куско. В результаті правлячий клас у провінціях у культурному відношенні все більше зближувався з власне інками.

### Простолюдини
Основне населення складали незнатні люди-пурехи, які переважно займалися сільським господарством, скотарством, різними ремеслами (обробкою металів, ткацтвом, створення ювелірних виробів), добування руди, становили основу війська. Вони було базовим шаром для оподаткування. Це були чоловіки, жінки мали значно нижчий статус.

### Інші стани
Було кілька категорій населення, повністю виключеного з общинного сектора — янакона, аклья, камайок і мітмак, при цьому приналежність людини до однієї з цих категорій могла поєднуватися з приналежністю до інших.
Янакона були повністю позбавлені засобів виробництва або принаймні втратили ті освячені традицією права на землю, якими мали члени громади. Низка дослідникіх вважає янакона домашніми рабами знаті та імператора. Янакона віддавали також в храмові господарства або призначали для обробки полів, урожай з яких йшов у засіки держави та Сапа Інки. В останніх випадках, правда, перехід в розряд янакона бував масовим і ці люди зберігали общинну організацію.
Близьку до янакона категорію у інків складали аклья (або акльякуна), що являли собою робітниць на службу в будинках «наречених Сонця». З часом аклья також могли стати такими нареченими або наложницями представників провінційної знаті.
Камайоки — це спеціалісти-професіонали в різних галузях: вояк, чиновник, ремісник. Він не залежав від своєї айлью, а мешкав та діяв окремо за наказом імператора або вищих керівників державного апарату. Переважно камайоки знаходилися на державному забезпеченні. У гірських районах їм виділяли ділянки для ведення підсобного господарства, але матеріалами забезпечувалися з державних складів.
Мітмак — переселенці, які як окремий стан утворилися внаслідок політики імператорів. Практика масових депортацій в Тауантінсую визначалася як політичними, так і економічними міркуваннями. Селян з центральних областей переміщали в прикордонні райони, а тільки що завойоване або схильне до заколотів населення — у давно замирені місцевості або на протилежні околиці імперії. Серед інших груп людей мітмак стояли ближче інших до рядових членів громади-пурех.

### Державний соціальний захист
Турбота про старих і хворих, вдів і сиріт, про калік й особливо про ветеранів війни брала на себе держава. Той, хто не міг працювати, мав право отримувати все необхідне для життя — основні продукти харчування, одяг, взуття, з фондів імперії, її засіків і комор, розкиданих всюди складів ремісничих виробів. Хворі та інваліди, діди і діти, вдови та сироти — всі отримували порівну з державного фонду соціального забезпечення.